# Municipio de Culver (Kansas)
El municipio de Culver (en inglés: Culver Township) es un municipio ubicado en el condado de Ottawa en el estado estadounidense de Kansas. En el año 2010 tenía una población de 248 habitantes y una densidad poblacional de 2,64 personas por km².

## Geografía
El municipio de Culver se encuentra ubicado en las coordenadas 39°0′2″N 97°45′50″O / 39.00056, -97.76389. Según la Oficina del Censo de los Estados Unidos, el municipio tiene una superficie total de 93.79 km², de la cual 93,71 km² corresponden a tierra firme y (0,09 %) 0,08 km² es agua.

## Demografía
Según el censo de 2010, había 248 personas residiendo en el municipio de Culver. La densidad de población era de 2,64 hab./km². De los 248 habitantes, el municipio de Culver estaba compuesto por el 93,95 % blancos, el 2,02 % eran afroamericanos, el 1,21 % eran amerindios, el 0,4 % eran asiáticos, el 0,4 % eran de otras razas y el 2,02 % eran de una mezcla de razas. Del total de la población el 3,63 % eran hispanos o latinos de cualquier raza.